# Eerste Nederlandsche Electrische Tram-Maatschappij

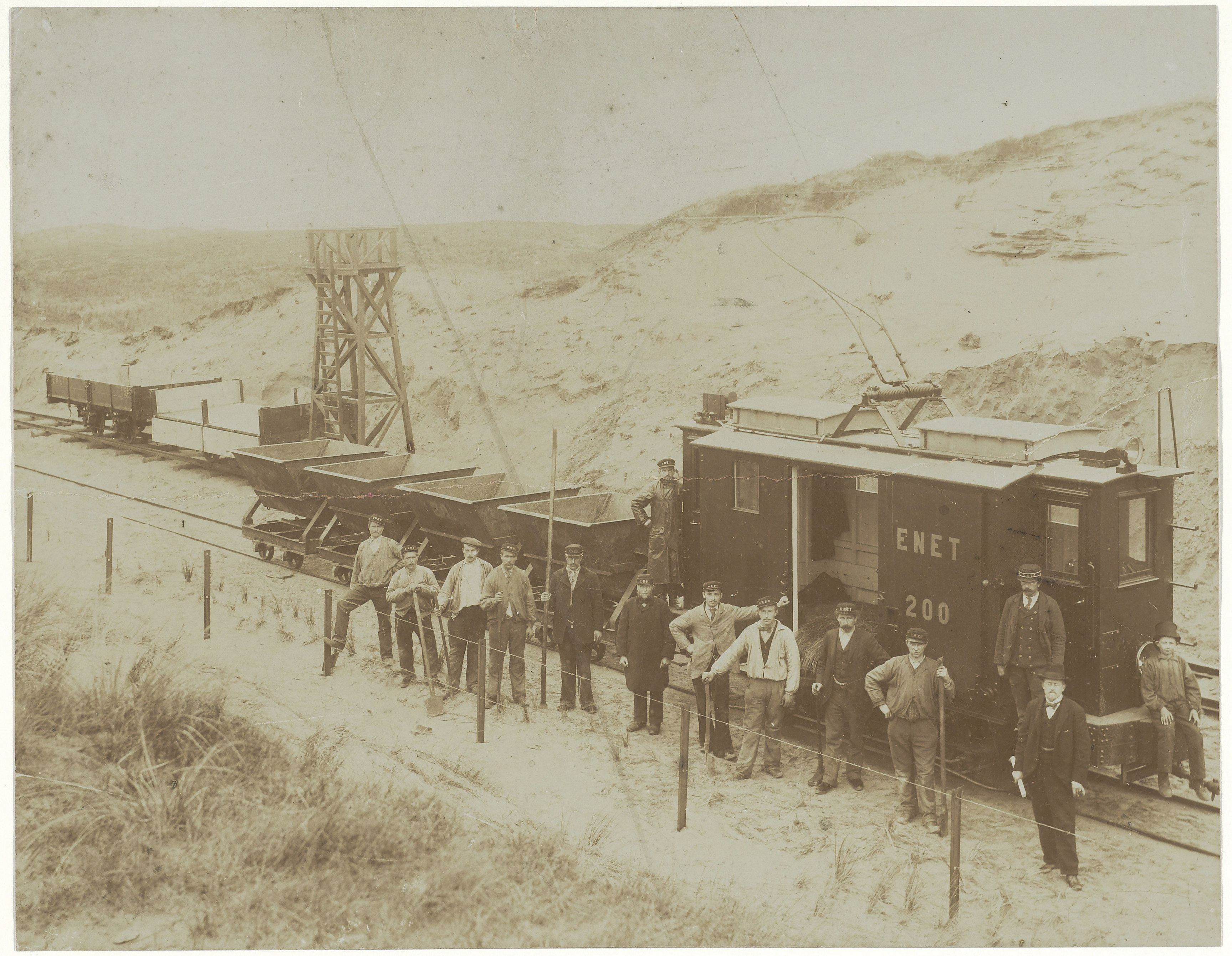
Aanleg duintraject in 1899

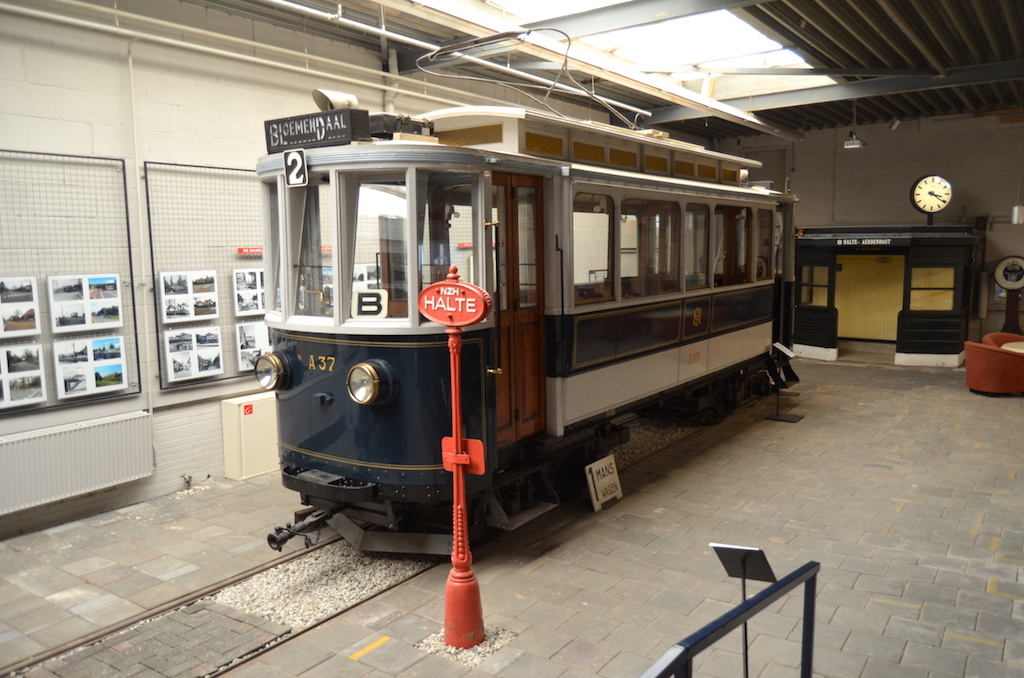
NZH-Vervoermuseum te Haarlem met motorwagen NZH A37; in 1899 in dienst gesteld bij de ENET.

De Eerste Nederlandsche Electrische Tram-Maatschappij (ENET) werd opgericht op 4 juni 1898 te Haarlem.
Op 1 juli 1899 werd de tramlijn Haarlem – Zandvoort geopend. Deze lijn had een spoorwijdte van 1.000 mm (meterspoor) en was de eerste elektrische tramlijn in Nederland met bovenleiding. Naast de tramlijn naar Zandvoort werden er ook een stadslijn (Ceintuurlijn) in Haarlem en in 1900 een lijn naar Bloemendaal in gebruik genomen.

## Exploitatie
- Vanaf 1 juli 1904 werden de tramlijnen geëxploiteerd door de Electrische Spoorweg-Maatschappij (ESM).
- Vanaf 1 januari 1924 werden de tramlijnen geëxploiteerd door de NZHTM.
- Op 1 januari 1946 werd de ENET door de ESM overgenomen.
- Op 20 mei 1946 werd de naam van de ESM gewijzigd in Noord-Zuid-Hollandsche Vervoer Maatschappij N.V.
- De tramlijn Amsterdam - Zandvoort werd opgeheven op 31 augustus 1957.

## Materieel
Van het oorspronkelijke trammaterieel uit 1899 is één motorwagen (A37) bewaard gebleven in het NZH-Vervoermuseum.